# Caravana (película)
Caravana es un documental del año 2005 escrito y dirigido por Gerardo Olivares. La película narra el viaje de dos niños de diez años a través del desierto del Teneré y la cordillera del Himalaya.

## Sinopsis
Wahid y Tashi son dos muchachos de diez años que viven en dos de las regiones más inhóspitas del planeta: el desierto del Teneré y la cordillera del Himalaya. Y aunque sus vidas están separadas por miles de kilómetros, tienen algo en común que, además, va a significar un antes y un después en sus vidas. Por primera vez van a acompañar, en un largo y peligroso viaje, a sus familias que desde hace generaciones se dedican al comercio de la sal. Caravana es la historia real de estos dos viajes contados a través de Wahid y Tashi. El primero atravesará el desierto de Teneré (Níger) con una caravana de cuarenta camellos hasta las salinas de Bilma y el segundo, la cordillera del Himalaya en Nepal con cincuenta Yaks, hasta las salinas de Dabrié.

## Fichas técnica
- Dirección: Gerardo Olivares
- Guion: Gerardo Olivares
- Música: Tim Story
- Fotografía: Gerardo Olivares